# Liste des députés de la Haute-Saône
 (mai 2025).
Liste des députés de la Haute-Saône

## VeRépublique(Depuis 1958)

### XVIIelégislature(2024-2029)
| Circonscription          | Député            | Parti | Parti | Suppléant     | Autres mandats |
| ------------------------ | ----------------- | ----- | ----- | ------------- | -------------- |
| Première circonscription | Antoine Villedieu |       | RN    | Antoni Magnin |                |
| Deuxième circonscription | Émeric Salmon     |       | RN    | Denis Morel   |                |

### XVIelégislature(2022-2024)
| Circonscription          | Député            | Parti | Parti | Suppléant     | Autres mandats |
| ------------------------ | ----------------- | ----- | ----- | ------------- | -------------- |
| Première circonscription | Antoine Villedieu |       | RN    | Antoni Magnin |                |
| Deuxième circonscription | Émeric Salmon     |       | RN    | Denis Morel   |                |

### XVelégislature(2017-2022)
| Circonscription          | Député                | Parti | Parti | Suppléant     | Autres mandats       |
| ------------------------ | --------------------- | ----- | ----- | ------------- | -------------------- |
| Première circonscription | Barbara Bessot Ballot |       | REM   | Stéphane Pini |                      |
| Deuxième circonscription | Christophe Lejeune    |       | REM   | Béatrice Py   | Maire de Baudoncourt |

### XIVelégislature(2012-2017)
| Circonscription          | Député               | Parti | Parti | Suppléant      | Autres mandats    |
| ------------------------ | -------------------- | ----- | ----- | -------------- | ----------------- |
| Première circonscription | Alain Chrétien       |       | UMP   | Marie Breton   | Maire de Vesoul   |
| Deuxième circonscription | Jean-Michel Villaumé |       | PS    | Laurent Seguin | Maire d'Héricourt |

### XIIIelégislature(2007-2012)
| Circonscription           | Député               | Parti | Parti | Suppléant        | Autres mandats             |
| ------------------------- | -------------------- | ----- | ----- | ---------------- | -------------------------- |
| Première circonscription  | Alain Joyandet       |       | UMP   | Patrice Debray   | Maire de Vesoul            |
| Deuxième circonscription  | Jean-Michel Villaumé |       | PS    | Edwige Ème       | Maire d'Héricourt          |
| Troisième circonscription | Michel Raison        |       | UMP   | Laurence Poinsot | Maire de Luxeuil les Bains |

À la suite de la nomination de M. Joyandet comme membre du gouvernement, le 18 mars 2008, il est remplacé par son suppléant, M. Patrice Debray. Alain Joyandet retrouve automatiquement son mandat de député un mois après son départ du gouvernement, le 5 août 2010.

### XIIelégislature(2002-2007)
| Circonscription     | Identité            | Parti | Autres mandats                 | Suppléant(e)         |
| ------------------- | ------------------- | ----- | ------------------------------ | -------------------- |
| 1re circonscription | M. Alain Joyandet   | UMP   | Maire de Vesoul                | Patrice Debray       |
| 2e circonscription  | Mme Maryvonne Briot | UMP   | Conseillère municipale de Lure | Jean-Luc Habermacher |
| 3e circonscription  | M. Michel Raison    | UMP   | Adjoint au maire de Saponcourt | Christiane Jansen    |

### XIelégislature(1997-2002)
| Circonscription     | Identité              | Parti | Autres mandats                                               | Suppléant(e)      |
| ------------------- | --------------------- | ----- | ------------------------------------------------------------ | ----------------- |
| 1re circonscription | M. Christian Bergelin | RPR   | Président du conseil général de la Haute-Saône jusqu'en 1998 | Jean-Claude Ayala |
| 2e circonscription  | M. Jean-Pierre Michel | MDC   | Maire de Héricourt                                           | Michel Federspiel |
| 3e circonscription  | M. Jean-Paul Mariot   | PS    | Maire de Port-sur-Saône                                      | Jean-Louis Mariey |

### Xelégislature(1993-1997)
| Circonscription     | Identité              | Parti | Autres mandats                                 | Suppléant(e)        |
| ------------------- | --------------------- | ----- | ---------------------------------------------- | ------------------- |
| 1re circonscription | M. Christian Bergelin | RPR   | Président du conseil général de la Haute-Saône | Michel Raison       |
| 2e circonscription  | M. Jean-Pierre Michel | MDC   | Maire de Héricourt                             | Michel Federspiel   |
| 3e circonscription  | M. Philippe Legras    | RPR   | Maire de Raddon-et-Chapendu                    | Georges Lasne (UDF) |

### IXelégislature(1988-1993)
| Circonscription     | Identité              | Parti | Autres mandats                                                  | Suppléant(e)           |
| ------------------- | --------------------- | ----- | --------------------------------------------------------------- | ---------------------- |
| 1re circonscription | M. Christian Bergelin | RPR   | Président du conseil général de la Haute-Saône à partir de 1989 | Pierre Chantelat (UDF) |
| 2e circonscription  | M. Jean-Pierre Michel | PS    | Maire de Héricourt                                              | Jean Hertz (PRG)       |
| 3e circonscription  | M. Philippe Legras    | RPR   | Maire de Raddon-et-Chapendu                                     | Georges Lasne (UDF)    |

### VIIIelégislature(1986-1988)
Les députés sont élus au scrutin de liste (pas de suppléants)
| Circonscription | Identité              | Parti | Autres mandats              |
| --------------- | --------------------- | ----- | --------------------------- |
| 1               | M. Christian Bergelin | RPR   |                             |
| 2               | M. Jean-Pierre Michel | PS    | Maire de Héricourt          |
| 3               | M. Philippe Legras    | RPR   | Maire de Raddon-et-Chapendu |

### VIIelégislature(1981-1986)
| Circonscription     | Identité              | Parti | Autres mandats     | Suppléant(e)        |
| ------------------- | --------------------- | ----- | ------------------ | ------------------- |
| 1re circonscription | M. Christian Bergelin | RPR   |                    | Bernard Ferry (UDF) |
| 2e circonscription  | M. Jean-Pierre Michel | PS    | Maire de Héricourt | Joseph Ogor         |

### VIelégislature(1978-1981)
| Circonscription     | Identité             | Parti   | Autres mandats | Suppléant(e)  |
| ------------------- | -------------------- | ------- | -------------- | ------------- |
| 1re circonscription | M. Pierre Chantelat  | UDF-PR  |                | Gérard Faivre |
| 2e circonscription  | Jean-Jacques Beucler | UDF-CDS |                | Jean Reyboz   |

### Velégislature(1973-1978)
| Circonscription     | Identité             | Parti | Autres mandats | Suppléant(e)     |
| ------------------- | -------------------- | ----- | -------------- | ---------------- |
| 1re circonscription | M. Pierre Vitter     | FNRI  |                | Pierre Chantelat |
| 2e circonscription  | Jean-Jacques Beucler | MR    |                | Pierre Léval     |

Jean-Jacques Beucler est nommé secrétaire d'État du 02/05/1977 au 02/04/1978 dans les gouvernements Barre. Il est remplacé par M. Pierre Léval durant cette période

### IVelégislature(1968-1973)
| Circonscription     | Identité             | Parti | Autres mandats | Suppléant(e) |
| ------------------- | -------------------- | ----- | -------------- | ------------ |
| 1re circonscription | M. Pierre Vitter     | FNRI  |                | Roger Loth   |
| 2e circonscription  | Jean-Jacques Beucler | CD    |                | Pierre Léval |

### IIIelégislature(1967-1968)
| Circonscription     | Identité             | Parti              | Autres mandats | Suppléant(e)   |
| ------------------- | -------------------- | ------------------ | -------------- | -------------- |
| 1re circonscription | M. Pierre Vitter     | FNRI               |                | Roger Loth     |
| 2e circonscription  | M. Jacques Maroselli | radical-socialiste |                | Jean Guillerey |

### IIelégislature(1962-1967)
| Circonscription     | Identité          | Parti   | Autres mandats | Suppléant(e)      |
| ------------------- | ----------------- | ------- | -------------- | ----------------- |
| 1re circonscription | M. Pierre Vitter  | RI      |                | Roger Loth        |
| 2e circonscription  | M. Alfred Clerget | UNR-UDT |                | Georges Sauvageot |

### Irelégislature(1958-1962)
| Circonscription     | Identité          | Parti | Autres mandats | Suppléant(e)      |
| ------------------- | ----------------- | ----- | -------------- | ----------------- |
| 1re circonscription | M. Pierre Vitter  | CNIP  |                | Roger Loth        |
| 2e circonscription  | M. Alfred Clerget | UNR   |                | Georges Sauvageot |

## GPRF etIVeRépublique(1945-1958)

### Troisième législature (janvier 1956-mai 1958)
- Pierre Vitter, paysan
- Maurice Georges
- André Maroselli, radical-socialiste

### Deuxième législature (juin 1951-décembre 1955)
- Maurice Georges, RPF
- André Liautey, radical-socialiste
- Robert Montillot,PRL

### Première législature (novembre 1946-juin 1951)
- Marcel Servin, PCF

- Robert Montillot, PRL

- André Maroselli, radical-socialiste

### Deuxième Assemblée constituante (juin 1946-novembre 1946)
- Pascal Copeau, Union républicaine résistante
- Robert Montillot, PRL
- André Maroselli, radical-socialiste

### Première Assemblée constituante (octobre 1945-juin 1946)
- Pascal Copeau, Union républicaine résistante
- Robert Montillot, PRL
- André Maroselli, radical-socialiste

## IIIeRépublique(1870-1940)

### 1936-1940
Vesoul : André Liautey, radical-socialiste
Lure 1 : Ludovic-Oscar Frossard, républicain socialiste 
Lure 2 : Albert Mauguière, radical-socialiste
Gray : Maurice Drouot, Alliance démocratique

### 1932-1936
- Vesoul : André Liautey, Radical-socialiste

- Lure-1 : Ludovic-Oscar Frossard, SFIO

- Lure 2 : Robert Montillot, Non inscrit (Droite). Son élection est invalidée et il est réélu le 23 avril 1933.

- Gray : Théodore Valensi, Parti républicain socialiste

### 1928-1932
Les élections législatives furent au scrutin d'arrondissement majoritaire à deux tours de 1928 à 1936.
- Vesoul : Gaston About, Union républicaine démocratique

- Lure 1 : Charles Cotin, SFIO

- Lure 2 : Henry Guy, radical-socialiste, décédé en cours de mandat le 27 mars 1932, non remplacé

- Gray : Théodore Valensi, Républicain socialiste. Son élection est annulée et il est battu le 7 octobre 1928 par Maurice Drouot, Alliance démocratique, (groupe des Républicains de Gauche).

Source : Élections législatives 22-29 avril 1928 de Georges Lachapelle - https://gallica.bnf.fr/ark:/12148/bpt6k320439r.texteImage#

### 1924-1928
Les élections législatives de 1924 furent organisées au scrutin proportionnel de liste. Elles marquèrent au niveau national national la victoire du "Cartel des gauches".
liste d'Union nationale républicaine
- Gaston About, Fédération républicaine-Union républicaine démocratique
- Paul Causeret, Union républicaine démocratique, décédé en cours de mandat le 10 décembre 1927, non remplacé.
- Henri de Menthon, Union républicaine démocratique

liste d'union des républicains démocrates
- Paul Morel, radical-socialiste

Source : Barodet sur le site de l'Assemblée Nationale -

### 1919-1924
Les élections législatives de 1919 furent organisées au scrutin proportionnel de liste. Elles marquèrent au niveau national la victoire du "Bloc national" de centre-droit.
Liste d'union nationale républicaine
- Gaston About, Fédération républicaine (Entente républicaine démocratique)
- Paul Gay, Entente républicaine démocratique
- Paul Causeret, Entente républicaine démocratique
- Henri de Menthon, Entente républicaine démocratique, maire de Saint-Loup-lès-Gray

Source : Barodet sur le site de l'Assemblée Nationale - https://bibnum.sciencespo.fr/s/catalogue/ark:/46513/sc16m2kz#?c=&m=&s=&cv=

### 1914-1919
- Vesoul : Paul Morel, radical-socialiste

- Lure 1 : René Renoult, radical-socialiste (Ministre des Finances)

- Lure 2 : Charles Edmond Mathis, radical-socialiste

- Gray : Pierre Ragally, radical-socialiste, décédé en cours de mandat le 21 février 1915, non remplacé.

Sources : Journal Le Temps du 28 avril et du 12 mai 1914 sur Gallica - ,.

### 1910-1914
- Vesoul : Paul Morel, radical-socialiste

- Lure 1 : René Renoult, radical-socialiste

- Lure 2 : Charles Edmond Mathis, radical-socialiste

- Gray : Pierre Ragally, radical-socialiste

Sources : Journal Le Temps du 24 avril et du 8 mai 1910 sur Gallica - ,.

### 1906-1910
- Vesoul : Jules Jeanneney, radical-socialiste, élu au Sénat en janvier 1909 et remplacé le 7 mars 1909 par Paul Morel, radical-socialiste

- Lure 1 : René Renoult, radical-socialiste

- Lure 2 : Auguste Peureux, radical-socialiste

- Gray : Maurice Couyba, radical-socialiste. Il est élu au Sénat le 7 juillet 1907 et il est remplacé le 15 septembre 1907 par Pierre Ragally, radical-socialiste.

Sources : Journal Le Temps du 6 et du 22 mai 1906 sur Gallica - ,.

### 1902-1906
- Vesoul : Jules Jeanneney, radical-socialiste

- Lure 1 : René Renoult, radical-socialiste

- Lure 2 : Auguste Peureux, radical-socialiste

- Gray : Maurice Couyba, républicain radical

Source : journal Le Temps du 29 avril et du 13 mai 1902 sur Gallica,.

### 1898-1902
- Vesoul : Charles Bontemps, radical-socialiste, élu au Sénat et remplacé le 28 mars 1900 par Harold Fachard, républicain progressiste

- Lure 1 : Jean-Hugues de Salignac-Fénelon, républicain progressiste

- Lure 2 : Alfred Colle, républicain progressiste

- Gray : Maurice Couyba, radical-socialiste

Source : journal Le Temps du 10 mai et du 24 mai 1898 sur Gallica,.

### 1893-1898
- Vesoul : Joseph Mercier, Républicain. Décédé en cours de mandat, il est remplacé le 17 octobre 1897 par Charles Bontemps, Radical-socialiste.

- Lure-1 : Georges Chaudey, Républicain

- Lure-2 : Louis Lebrun, Républicain, décédé en cours de mandat le 24 juin 1894. Il est remplacé le 19 août 1894 par Victor Genoux-Prachée, Radical-socialiste.

- Gray : Maurice Signard, Républicain, élu au Sénat et remplacé le 28 février 1897 par Maurice Couyba, Radical-socialiste

Source : journal Le Temps du 22 août et du 5 septembre 1893 sur Gallica,.

### 1889-1893
- Vesoul : Joseph Mercier, Républicain

- Lure 1 : Charles Baïhaut, Républicain, démissionne en cours de mandat. Il est remplacé le 16 avril 1893 par Georges Chaudey, Républicain.

- Lure 2 : Paul Bezanson, Républicain conservateur, décédé en cours de mandat le 1er juillet 1893, non remplacé.

- Gray : Maurice Signard, Républicain

Source : journal Le Temps du 24 septembre et du 8 octobre 1889 sur Gallica,.

### 1885-1889
scrutin de liste départemental
- la liste des républicains opportunistes est élue en entier :
Charles Baïhaut
Gaston Marquiset
Jean-Baptiste Levrey
Alphonse Noirot démissionne en 1888, remplacé par Joseph Mercier
Claude-Marie Versigny

### 1881-1885
Vesoul : Alphonse Noirot, républicain opportuniste
Lure 1 : Charles Baïhaut
Lure 2 : Gaston Marquiset, républicain opportuniste
Gray : Claude-Marie Versigny, républicain opportuniste

### 1877-1881
Vesoul : Alphonse Noirot, républicain opportuniste
Lure : Charles Baïhaut
Lure 2 : Albert Ricot. Son élection est invalidée et il est battu le 27 janvier 1878 par Gaston Marquiset, républicain opportuniste
Gray : Claude-Marie Versigny, républicain opportuniste

### 1876-1877
Vesoul : Alphonse Noirot, républicain opportuniste
Lure 1 : Louis-Émile Desloye, conservateur
Lure 2 : Albert Ricot, conservateur
Gray : Claude-Marie Versigny, républicain opportuniste

## Assemblée nationale (1871-1876)
| Nom                                           | Date d'élection complémentaireRaison          | Date de fin de mandat anticipéeRaison | Étiquette/Parti     |
| --------------------------------------------- | --------------------------------------------- | ------------------------------------- | ------------------- |
| Jules Jacquot Rouhier d'Andelarre (1803-1885) |                                               |                                       | Centre droit        |
| Sébastien Courcelle (né en 1815)              |                                               |                                       | Centre droit        |
| Adéodat Dufournel (1808-1882)                 |                                               |                                       | Centre gauche       |
| Ferdinand de Grammont (1805-1889)             |                                               |                                       | Union des Droites   |
| Anne-Charles Hérisson (1831-1893)             | 8 février 1874 (En remplacement de Marmier †) |                                       | Gauche républicaine |
| Alfred de Marmier (1805-1873)                 |                                               | 9 août 1873 † (Remplacé par Hérisson) | Centre droit        |
| Arthur Ranc (1831-1908)                       |                                               |                                       | Union républicaine  |
| Albert Ricot (1826-1902) 5e sur 6             |                                               |                                       | Centre droit        |

## Second Empire (1852-1870)

### Corps législatif (1869-1870)
- Napoléon Gourgaud. Son élection est invalidée et il est remplacé par Alfred de Marmier
- Ferdinand de Grammont
- Jules Jacquot d'Andelarre

### Corps législatif (1863-1869)
- Ferdinand de Grammont
- Alfred de Marmier
- Jules Jacquot d'Andelarre

### Corps législatif (1857-1863)
- Ferdinand de Grammont
- Louis Francisque Lélut
- Jules Jacquot d'Andelarre

### Corps législatif (1852-1857)
- Ferdinand de Grammont
- Louis Francisque Lélut
- Jules Jacquot d'Andelarre

## Assemblée législative (1849-1851)
- Ferdinand de Grammont
- Louis Francisque Lélut
- Jean-Baptiste Versigny
- Jean-François Huguenin
- Louis Émile Millotte
- Nicolas Frédéric Signard

## Assemblée constituante (1848-1849)
- Ferdinand de Grammont
- Louis Francisque Lélut
- Louis Émile Millotte
- Jean-Charles Guerrin
- Nicolas Frédéric Signard
- Jean-Baptiste Noirot (homme politique)
- Pierre-Frédéric Minal
- Amant Angar

## Chambre des députés (Monarchie de Juillet)

### VIIelégislature(1846-1848)
| Nom                               | Circonscription      | Date d'élection                                  | Date de fin de mandat | Étiquette/Parti                     |
| --------------------------------- | -------------------- | ------------------------------------------------ | --------------------- | ----------------------------------- |
| Adéodat Dufournel (1808-1882)     | 4e collège (Gray)    | 1er août 1846                                    | 24 février 1848       | Centre gauche                       |
| Ferdinand de Grammont (1805-1889) | 3e collège (Lure)    | 1er août 1846                                    | 24 février 1848       | Opposition dynastique (Légitimiste) |
| Jean-Charles Guerrin (né en 1806) | 1er collège (Vesoul) | 1er août 1846 (En remplacement de Genoux décédé) | 24 février 1848       | Centre                              |
| Alfred de Marmier (1805-1873)     | 2e collège (Jussey)  | 1er août 1846                                    | 24 février 1848       | Centre                              |

### VIelégislature(1842-1846)
| Nom                                     | Circonscription      | Date d'élection | Date de fin de mandat                     | Étiquette/Parti                     |
| --------------------------------------- | -------------------- | --------------- | ----------------------------------------- | ----------------------------------- |
| Adéodat Dufournel (1808-1882)           | 4e collège (Gray)    | 9 juillet 1842  | 6 juillet 1846                            | Centre gauche                       |
| Georges Genoux-Prachée (1794-1846)      | 1er collège (Vesoul) | 9 juillet 1842  | 6 juillet 1846                            | Centre gauche                       |
| Ferdinand de Grammont (1805-1889)       | 3e collège (Lure)    | 9 juillet 1842  | 6 juillet 1846                            | Opposition dynastique (Légitimiste) |
| Philippe-Gabriel de Marmier (1783-1845) | 2e collège (Jussey)  | 9 juillet 1842  | 8 juillet 1845 †                          | Majorité ministérielle              |
| Alfred de Marmier (1805-1873)           | 2e collège (Jussey)  | 9 juillet 1842  | 9 août 1845 (En remplacement de son père) | Centre                              |

### Velégislature(1839-1842)
| Nom                                                     | Circonscription      | Date d'élection | Date de fin de mandat | Étiquette/Parti                     |
| ------------------------------------------------------- | -------------------- | --------------- | --------------------- | ----------------------------------- |
| Georges Genoux-Prachée (1794-1846)                      | 1er collège (Vesoul) | 2 mars 1839     | 12 décembre 1842      | Centre gauche                       |
| Ferdinand de Grammont (1805-1889)                       | 3e collège (Lure)    | 2 mars 1839     | 12 décembre 1842      | Opposition dynastique (Légitimiste) |
| Jean Auguste Philibert Alexandre Lacordaire (1789-1860) | 4e collège (Gray)    | 2 mars 1839     | 12 décembre 1842      | Majorité ministérielle              |
| Philippe-Gabriel de Marmier (1783-1845)                 | 2e collège (Jussey)  | 2 mars 1839     | 12 décembre 1842      | Majorité ministérielle              |

### IVelégislature(1837-1839)
| Nom                                                                   | Circonscription      | Date d'élection | Date de fin de mandat | Étiquette/Parti                     |
| --------------------------------------------------------------------- | -------------------- | --------------- | --------------------- | ----------------------------------- |
| Georges Genoux-Prachée (1794-1846)                                    | 1er collège (Vesoul) | 4 novembre 1837 | 2 février 1839        | Centre gauche                       |
| Alexandre, Marie, François de Sales, Théodule de Grammont (1766-1841) | 3e collège (Lure)    | 4 novembre 1837 | 2 février 1839        | Opposition dynastique (Légitimiste) |
| François Jobard (1803-1881)                                           | 4e collège (Gray)    | 4 novembre 1837 | 2 février 1839        | Majorité ministérielle              |
| Philippe-Gabriel de Marmier (1783-1845)                               | 2e collège (Jussey)  | 4 novembre 1837 | 2 février 1839        | Majorité ministérielle              |

### IIIelégislature(1834-1837)
| Nom                                                                   | Circonscription      | Date d'élection | Date de fin de mandat | Étiquette/Parti                     |
| --------------------------------------------------------------------- | -------------------- | --------------- | --------------------- | ----------------------------------- |
| Georges Genoux-Prachée (1794-1846)                                    | 1er collège (Vesoul) | 21 juin 1834    | 3 octobre 1837        | Centre gauche                       |
| Alexandre, Marie, François de Sales, Théodule de Grammont (1766-1841) | 3e collège (Lure)    | 21 juin 1834    | 3 octobre 1837        | Opposition dynastique (Légitimiste) |
| François Jobard (1803-1881)                                           | 4e collège (Gray)    | 21 juin 1834    | 3 octobre 1837        | Majorité ministérielle              |
| Philippe-Gabriel de Marmier (1783-1845)                               | 2e collège (Jussey)  | 21 juin 1834    | 3 octobre 1837        | Majorité ministérielle              |

### IIelégislature(1831-1834)
| Nom                                                                   | Circonscription      | Date d'élection | Date de fin de mandat    | Étiquette/Parti                     |
| --------------------------------------------------------------------- | -------------------- | --------------- | ------------------------ | ----------------------------------- |
| Jean-Baptiste Joseph Accarier (1773-1837)                             | 4e collège (Gray)    | 5 juillet 1831  | 19 juin 1833 (Démission) | Gauche                              |
| Georges Genoux-Prachée (1794-1846)                                    | 1er collège (Vesoul) | 5 juillet 1831  | 25 mai 1834              | Centre gauche                       |
| Alexandre, Marie, François de Sales, Théodule de Grammont (1766-1841) | 3e collège (Lure)    | 5 juillet 1831  | 25 mai 1834              | Opposition dynastique (Légitimiste) |
| Jean-Baptiste Thérèse Jobard (1784-1875)                              | 4e collège (Gray)    | 10 août 1833    | 25 mai 1834              | Majorité ministérielle              |
| Philippe-Gabriel de Marmier (1783-1845)                               | 2e collège (Jussey)  | 5 juillet 1831  | 25 mai 1834              | Majorité ministérielle              |

## Chambre des députés des départements (2eRestauration)

### Irelégislature(1815–1816)
- René-Louis-Victor de La Tour du Pin
- Claude Joseph Lambert Brusset
- Théodule de Grammont

### IIelégislature(1816-1823)
- René-Louis-Victor de La Tour du Pin
- Alexandre Martin de Gray
- Jean-Baptiste-Antoine Nourrisson
- Théodule de Grammont
- Nicolas Galmiche
- Pierre François Bressand de Raze

### IIIelégislature(1824-1827)
- Joseph de Villeneuve-Bargemon (1782-1869)
- Claude Joseph Lambert Brusset
- Pierre Petitperrin
- Pierre François Bressand de Raze

### IVelégislature(1828-1830)
- Joseph de Villeneuve-Bargemon (1782-1869)
- Claude Joseph Lambert Brusset
- Théodule de Grammont

### Velégislature(23 juin 1830-28 juillet 1830)
- Joseph de Villeneuve-Bargemon (1782-1869)
- Théodule de Grammont

## Chambre des représentants (Cent-Jours)
| Nom                                          | Circonscription          | Date Début d'élection | Date Fin de mandat                                    | Étiquette/Parti |
| -------------------------------------------- | ------------------------ | --------------------- | ----------------------------------------------------- | --------------- |
| Claude Ferdinand Bobillier (1763-1839)       | Arrondissement de Vesoul | 13 mai 1815           | 13 juillet 1815                                       |                 |
| Antoine Gruyer (1774-1822)                   | Collège de département   | 13 mai 1815           | 13 juillet 1815                                       |                 |
| Philippe-Gabriel de Marmier (1783-1845)      | Arrondissement de Gray   | 12 mai 1815           | 1er juin 1815 (Démission : nommé pair des Cent-Jours) |                 |
| Jean-Baptiste-Antoine Nourrisson (1768-1855) | Grand collège            | 12 mai 1815           | 13 juillet 1815                                       | Constitutionnel |
| Pierre-François Percy (1754-1825)            | Grand collège            | 13 mai 1815           | 13 juillet 1815                                       | Bonapartiste    |
| Claude-Bonaventure Vigneron (1750-1832)      | Arrondissement de Lure   | 12 mai 1815           | 13 juillet 1815                                       |                 |

## Chambre des députés des départements (1reRestauration)
- Claude-Bonaventure Vigneron
- Vincent Ébaudy de Rochetaillé

## Corps législatif(1800-1814)
- Alexandre Martin de Gray
- Jean-Baptiste-Antoine Nourrisson
- Jacques Bardenet
- Claude-Bonaventure Vigneron
- Vincent Ébaudy de Rochetaillé

## Conseil des Cinq-Cents(1795-1799)
- Anatole Billerey
- François Victor Romain Boyer
- Grégoire Piguet
- Claude François Xavier Chauvier
- Jacques Ferrand
- Claude-Pierre Dornier
- Claude Antoine Willey
- Claude-Christophe Gourdan
- Claude-François Balivet

## Convention nationale(1792-1795)
- Claude François Bruno Siblot
- Claude-Bonaventure Vigneron
- Claude François Xavier Chauvier
- Claude-Pierre Dornier
- Claude-Christophe Gourdan
- Claude-Antoine Bolot
- Claude-François Balivet

## Assemblée législative (1791-1792)
- Léopold Grégoire Desgranges Cadet
- François Michel Courtot
- Claude Lecurel-Descoraux
- Claude François Bruno Siblot
- Pierre François Laborey
- Jean-François Crestin
- Charles Antoine Carret